# Politica Franței
Politica Franței are loc în cadrul unei democrații reprezentative organizată ca o republică semi-prezidențială cu puternice tradiții democratice guvernată conform constituției celei de-a Cincea Republici Franceze aprobată prin referendum în 28 septembrie 1958. Republica Franceză este o republică unitară semi-prezidențială. 
Puterea executivă este reprezentată de Președinte, ales prin sufragiu universal pe o durată de 5 ani (până în 2002 durata mandatului era de 7 ani) și de guvern, condus de un Prim Ministru numit de către președinte. Puterea legislativă este exercitată de către guvern și de către parlament, bicameral, format din Adunarea Națională (franceză Assemblée Nationale) și Senat (franceză: Sénat). 
Sistemul politic este pluripartit, iar membrii parlamentului sunt aleși prin vot: deputații prin vot universal direct uninominal pe o durată de 5 ani iar senatorii sunt aleși de către un colegiu electoral. Puterea judiciară este independentă de puterea executivă și legislativă. Adunarea Națională are puterea de a demite guvernul, astfel încât acesta este determinat de majoritatea parlamentară. Senatorii sunt aleși pe o perioadă de 6 ani de către un colegiu electoral format din aleșii locali din teritoriu (consilieri municipali, departamentali, regionali). Puterile legislative ale Senatului Francez sunt limitate, amândouă camerele trebuind să își dea acordul asupra legilor, dar în cazul disconcordanțelor, Adunarea Națională este cea care decide, cu excepția legilor constituționale și ale unor legi organice. 
Principalele grupuri parlamentare sunt organizate în jurul a două grupări politice opuse: gruparea de stânga, organizată în jurul Partidului Socialist (franceză: Parti Socialiste) și gruparea de dreapta organizată în jurul UMP (franceză: Union pour un Mouvement Populaire). Actualmente, partidele de guvernământ sunt Partidul Socialist și PRG. 
Puterea judiciară este un sistem de drept civil organizat sub formă de coduri bazate pe Codul Napoleonian și respectând principiile Declarației Drepturilor Omului și ale Cetățeanului. Sistemul juridic este divizat în două mari domenii: Drept public și Drept privat, dreptul privat incluzând Dreptul civil și Dreptul penal, iar dreptul public incluzând Dreptul administrativ și Dreptul constituțional. În cadrul fiecărui jurisdicții, cu excepția dreptului constituțional unde există doar Curtea Constituțională, există o serie de tribunale și curți organizate ierarhic.

## Politica franceză sub cea de a cincea republică
După ce Charles de Gaulle a propus spre adoptare constituția celei de a cincea republici în 1958, Franța a fost condusă de guverne succesive de dreapta până în 1981. În anii 1960, partidele de stânga au avut rezultate modeste în alegeri. Guvernele din această perioadă au aplicat politici Gaulliste de independență națională și modernizare într-o manieră dirijistă. Perioada Gaullistă a fost puternic criticată pentru brutalitatea sa: chiar dacă alegerile erau libere statul prin monopolul asupra radio-ului și a televiziunii a încercat să își impună punctul de vedere asupra evenimentelor iar politicile sociale erau foarte conservatoare. Monopolul asupra mijloacelor media nu era absolut deoarece numeroasse stații de radio emiteau din țările învecinate (Belgia, Luxemburg, Monaco).
În mai 1968, o serie de greve muncitorești și revolte studențești au zdruncinat Franța. Acestea nu au avut ca rezultat o schimbare de guvern, un guvern de dreapta fiind reales în iunie 1968. Totuși în 1969 electoratul francez a respins un referendum pentru o serie de reforme instituționale, o mișcare considerată drept un protest al francezilor față de politicile lui de Gaulle, care a demisionat în urma acestui referendum. 
Georges Pompidou, unul din prim miniștrii perioadei lui de Gaulle a fost ales președinte dar acesta a decedat subit în 1974. Valéry Giscard d'Estaing a câștigat următoarele alegeri, dar până în momentul de față, este singurul președinte francez al celei de a cincea republici care nu a fost reales.
În 1981, François Mitterrand, un socialist, a fost ales președinte datorită unui program important de reforme. După ce și-a asigurat sprijinul parlamentului în urma unor alegeri, guvernul său a implementat o serie de reforme sociale și economice:
- Politici sociale:
  - abolirea pedepsei capitale;
  - abolirea legislației ce incrimina homosexualitatea: aducând la același nivel vârsta de consințământ pentru contacte homosexuale cu aceea pentru contacte heterosexuale (de la Revoluția franceză, Franța nu a criminalizat niciodată relațiile homosexuale private între adulți);
- Politici economice:
  - guvernul a efectuat o serie de naționalizări;
  - scurtarea săptămânii de lucru la 39 ore, în loc de 40 ore.

Totuși, în 1983, inflația ridicată și criza economică a obligat o modificare a politicilor economice, perioadă cunoscută sub denumirea de rigueur (rigoare) – guvernul Socialisto-Comunist a demarat un program de politici fiscale și de control al cheltuielilor. În cele din urmă majoritatea naționalizărilor au fost anulate de guvernele următoare (fie de stânga fie de dreapta) dar reformele sociale au rămas în vigoare. 
De atunci, guvernul a fost format fie de o coaliție de stânga (formată din Partidul Socialist Francez, Partidul Comunist Francez și mai recent de către Les Verts, Partidul Ecologist) fie de o coaliție de dreapta (formată din partidul lui Jacques Chirac Rassemblement pour la République, ulterior înlocuit de Uniunea pentru o Mișcare Populară și partidul de centru Uniunea pentru Democrațe Franceză). Aceste două coaliții sunt relativ stabile neavând loc nici o reorganizare în timpul mandatului sau o răsturnare de guvern, lucru des întâlnit î timpul celei de a patra republici.
Anii 1980 și 1990 au văzut apariția patidului de extremă dreapta Frontul Național al lui Jean-Marie Le Pen, un partid care consideră că principala cauză a șomajului ridicat și a criminalității este imigrația, în special cea din Nordul Africii. Din anii 1980 șomajul a rămas relativ ridicat, la aproximativ 10% din populația activă, în ciuda diverselor reforme introduse pentru combaterea acestuia. Criminalitatea a variat în această perioadă, cu o creștere importantă a delicvenței infantile, cu toate că măsura creșterii acesteia este un subiect de dezbatere. Problemele din banlieue – un termen folosit pentru a descrie zonele de locuințe suburbane sărace, cu un procentaj mare de descendenți ai imigranților nord-africani – rămân o preocupare importantă. Succesul lui Jean-Marie Le Pen la alegerile prezidențiale din 2002 a fost atribuit în mare parte sentimentului de insecuritate datorat unei aparente delicvențe infantile intense.

## Situația politică recentă
Fostul președinte al Franței, Jacques Chirac, un fost prim ministru și primar al Parisului, a fost ales pentru prima dată în 1995 și apoi în 2002 pentru postul suprem. Pentru primii doi ani ai președienției sale, acesta s-a bucurat de un larg sprijin parlamentar (470 din 577 locuri în Adunarea Națională) ce i-au permis formarea unui guvern, sub conducerea lui Alain Juppé, președintele partidului neo-Gaullist RPR. Această perioadă a fost marcată de numeroase scandaluri de corupție și de o serie de reforme nepopulare ce au condus la o serie de mișcări de protest. Pentru ca Franța să poată îndeplinii criteriile Tratatului de la Maastricht pentru adoptarea monedei Euro, erau necesare o serie de reforme costisitoare din punct de vedere politic, astfel încât în iunie 1997 au fost organizate noi alegeri parlamentare. 
Partidele de Stânga, conduse de Partidul Socialist Francez, au câștigat detașat alegerile (319 locuri față de 289 necesare pentru a obține majoritatea), iar guvernul a fost format de către Lionel Jospin și a fost format din miniștrii socialiști și aliații lor, partidul comunist și verzii. Scopul guvernului a fost păstrarea Franței pe calea integrării economice și monetare europene, dar cu o atenție deosebită acordată problemelor sociale. Peroada de coabitare, între președintele de dreapta și guvernul de stânga, a fost una dintre cele mai durabile din istoria republicii franceze, guvernul și președintele reușind să se pună de acord asupra majorității problemelor. Tot în 1997 partidul de extremă dreapta Frontul Național (franceză: Front National) a fost al treilea partid francez, cu o cotă relativ constantă de peste 10% din voturi. În ciuda procentajului important al acestui partid, el nu a fost reprezentat în parlament datorită alegerilor de tip uninominal.
Alegerile prezidențiale din 2002 au reprezentat sfârșitul perioadei majorității socialiste, datorită înfrângerii răsunătoare suferită de primul ministru, care a obținut un scor sub așteptări, fiind devansat pentru poziția a doua ce permitea accesul în al doilea tur de scruti de către Jean-Marie Le Pen, liderul partidului de extremă dreapta, Frontul Național, care, datorită politicilor sale izolaționiste și anti-imigrație este acuzat de xenofobism. 
În urma alegerilor din iunie 2002, partidele de drepta, susținătoare ale președintelui Chirac, au obținut majoritatea parlamentară, iar guvernul a fost format de către Jean-Pierre Raffarin. În urma respingerii Tratatului de instituire a unei Constituții pentru Europa de către populația franceză prin referendumul din 29 mai 2005, primul ministru și-a prezentat demisia. Motivele respingerii tratatului sunt diverse dar nu este cazul temerilor legate de pierderea suveranității în favoarea instituțiilor europene, deoarece Franța și populația sa este considerată printre principalii susținători ai unei integrări mai pronunțate. Principala temere a fost considerată teama de liberalismul economic încurajat de către acest tratat, care, în viziunea susținătorilor politicilor mai sociale, nu oferă protecție angajatului ca individ în fața forțelor pieții de muncă și a angajatorilor. Pe lângă aceasta, votul negativ a fost interpretat de unii și ca un vot de blam împotriva președintelui devenit din ce în ce mai nepopular. 
Noul guvern a fost format de către Dominique de Villepin, fostul ministru de externe. Una dintre marile probleme întâmpinate de acest guvern au fost revoltele din suburbiile franceze din anul 2005 ce au pornit în numeroase suburbii sărace, populate de către imigranți nord-africani și descendenții acestora. guvernul a invocat starea de urgență pentru a calma revoltele, iar ministrul de interne Nicolas Sarkozy a câștigat capital politic în urma discursului său în favoarea represiunii delicvenței juvenile și a imigrației ilegale. 
Al doilea moment dificil al guvernului de Villepin a fost în anul 2006 când propunerea de reformă a pieței muncii pentru tineri, prin introducerea unui nou contract de angajare, numit "Contract pentru Prima Angajare" (franceză Contrat Première Embauche, prescurtat CPE), a fost întâmpinată cu ample proteste de stradă care au dus la eliminarea proiectului. Acesta prevedea posibilitatea de a angaja și a demite tineri sub 26 de ani în mod liber și era motivat de ratele ridicate ale șomajului în această categorie de vârstă de peste 20%. Susținătorii acestui proiect au motivat reducerea constrângerilor legate de înființarea a noi posturi de muncă, iar detractorii au motivat crearea unei situații de insecuritate socială și de lipsa unei reale soluții pentru problema mai mare a șomajului ridicat. În urma acestor evenimente popularitatea președintelui și a primului ministru a scăzut dramatic, nici unul nemaifiind cotat cu o susținere suficientă pentru a-i permite o candidatură serioasă la alegerile prezidențiale din anul 2007.
Actualul președinte al Franței este Emmanuel Macron.

## Grupuri de presiune politică
Pe lângă partidele politice, mai multe asociații, sindicate și uniuni formează o serie de grupuri cu diverse niveluri de influență asupra scenei politice franceze:
Sindicate ale muncitorilor:
- Confederația Generală a Muncii (Confédération Générale du Travail prescurtat CGT), sindicat ce revendică aproximativ 2,4 milioane membri, aliat tradițional al Partidului Comunist Francez;
- Forța Muncitorească (Force Ouvrière]], FO), sindicat ce revendică aproximativ 1 milion membri;
- Confederația Generală a Cadrelor (Confédération Générale des Cadres) uniune de sindicate ale angajaților cu studii superioare sau aflați în poziții de conducere, revendică aproximativ 340.000 membri;
- Confederația Franceză Democratică a Muncii (Confédération Française Démocratique du Travail, CFDT), sindict ce revendică aproximativ 800.000 membri, considerat a fi apropiat de partea reformistă din Partidul Socialist Francez;
- Confederația Franceză a Muncitorilor Creștini (Confédération Française des Travailleurs Chrétiens), sindicat ce revendică 160.000 membri și sprijină valorile creștine;
- Solidarii Unitari Democratici (Solidaires Unitaires Démocratiques), sau "Grupul celor 10", un grup de sindicate radicale;

Uniuni ale angajatorilor:
- Mișcarea Întreprinderilor Franceze (Mouvement des Entreprises de France sau MEDEF), numită uneori "patronatul" (patronat);

Uniuni ale Studenților:
- Uniunea Națională a studenților din Franța (Union nationale des étudiants de france, UNEF);

Sindicate ale țăranilor:
- Federația Națională a Sindicatelor Exploatărilor Agricole (Fédération Nationale des Syndicats d'Exploitants Agricoles);
- Centrul Național al Tinerilor Agricultori (Centre National des Jeunes Agriculteurs);
- Confederația Țărănească (Confédération Paysanne), cunoscută pentru acțiunile radicale ale lui José Bové.